# Cyril Raffaelli
Cyril Raffaelli, auch Cyril Cuenel Raffaelli, (* 1. April 1974) ist ein französischer Traceur, Kampfkünstler, Stuntman und Schauspieler. Berühmt wurde er durch den Film Ghettogangz – Die Hölle vor Paris, in dem er neben David Belle die Hauptrolle spielt. Er ist durch Filme wie The Transporter zu einem bekannten Kampfkunst-Choreografen geworden.

## Leben
Beeinflusst durch seine beiden Brüder, interessierte Raffaelli sich schon als Sechsjähriger für die Kampfkunst. Er begann mit dem Nunchaku und erlernte dann das Shōtōkan-ryū in einem Karateclub. Zu dieser Zeit nahm Cyril zudem an mehreren Leichtathletikmeisterschaften teil. Schließlich begeisterte er sich für die Filme von Jackie Chan, was seinen Wunsch nährte, in Filmen mitzuspielen.
Im Alter von 14 trat Raffaelli in die Zirkusschule von Annie Fratellini ein, wo er auf Vincent Cassel traf. Dort erwarb er seine akrobatischen Fähigkeiten. Anschließend begleitete er die Truppen der Familien Bouglione, Zavatta und Fratellini. Im Jahr 1991 wurde Raffaelli gebeten, in einer Choreographie für eine Interpretation des Theaterstücks The Rare mitzuwirken; dadurch wurde er für das Fernsehen entdeckt. Er beteiligte sich auch an mehreren Shows und Werbeaufnahmen oder Tanzauftritten in einigen Opern.
1993 war er beim Casting der neuen Version von Starmania, das von Lewis Furey inszeniert wurde. Er bekam für vier Jahre die Rolle des Étoile Noire. Seine sportliche Karriere setzte er bis 1999 mit einigen Gewinnen von internationalen Titeln fort, darunter in der Kampfkunst Wushu.

### Filmkarriere
1996 hatte Raffaelli seinen ersten Auftritt als Stuntman in einem Film von Gérard Jugnot. Danach arbeitete er in zahlreichen Produktionen mit, wo er seine Erfahrungen, seine akrobatischen Fähigkeiten und seinen Sinn für Inszenierungen in der Choreographie von Kampfszenen und bei Stunts einbringen konnte.
Sein Treffen mit Luc Besson im Jahr 1999 auf dem Set zu Jeanne d’Arc war ein entscheidendes Ereignis; seitdem hat Raffaelli bei vielen Action-Filmen mitgewirkt, die von EuropaCorp produziert wurden. Seine erste große Rolle hatte er 2001 in Kiss of the Dragon.

## Filmografie
Als Stuntman – Stunt-Choreograph
- 1996: Fallait pas!…
- 1997: Lucie Aubrac
- 1997: Double Team
- 1997: Dobermann
- 1998: Alle meine Väter (Une chance sur deux)
- 1998: Ronin
- 1998: Speedrider – Die Jagd nach dem Wunderauto (RPM)
- 1998: Der Mann in der eisernen Maske (The Man in the Iron Mask)
- 1998: Die Zeitritter – Auf der Suche nach dem heiligen Zahn (Les Couloirs du temps: Les visiteurs 2)
- 1999: Asterix und Obelix gegen Caesar (Astérix et Obélix contre César)
- 1999: Johanna von Orleans (The Messenger: The Story of Joan of Arc)
- 2000: La taule
- 2000: Allein mit der Angst (Promenons-nous dans les bois)
- 2000: Total western
- 2001: Pakt der Wölfe (Le Pacte des Loups)
- 2001: Wasabi – Ein Bulle in Japan (Wasabi)
- 2001: Yamakasi – Die Samurai der Moderne (Yamakasi – Les samouraïs des temps modernes)
- 2001: Kiss of the Dragon
- 2002: The Transporter (Le Transporteur)
- 2003: Michel Vaillant
- 2004: Die Vollchaoten (Les gaous)
- 2005: Transporter – The Mission (The Transporter 2)
- 2005: Angel-A
- 2006: Arthur und die Minimoys (Arthur et les Minimoys)
- 2007: Héros
- 2007: Hitman – Jeder stirbt alleine (Hitman)
- 2008: Der unglaubliche Hulk (The Incredible Hulk)
- 2009: Arthur und die Minimoys 2 – Die Rückkehr des bösen M (Arthur et la vengeance de Maltazard)
- 2010: Tekken
- 2010: Arthur und die Minimoys 3 – Die große Entscheidung (Arthur et la guerre des deux mondes)
- 2014: Transporter: Die Serie (Transporter: The Series, Fernsehserie)

Als Darsteller
- 1997: Lügen haben kurze Röcke (La vérité si je mens)
- 2000: Taxi Taxi (Taxi 2)
- 2001: Mortal Transfer (Mortel transfert)
- 2001: Kiss of the Dragon
- 2002: Asterix & Obelix: Mission Kleopatra (Astérix & Obélix: Mission Cléopâtre)
- 2002: Casanova – Ich liebe alle Frauen (Il giovane Casanova, Fernsehfilm)
- 2004: Ghettogangz – Die Hölle vor Paris (Banlieue 13)
- 2004: Die purpurnen Flüsse 2 – Die Engel der Apokalypse (Les Rivières pourpres II – Les anges de l’apocalypse)
- 2007: Stirb langsam 4.0 (Live Free or Die Hard)
- 2009: Human Zoo
- 2009: Ghettogangz 2 – Ultimatum (Banlieue 13 – Ultimatum)
- 2010: Djinns – Dämonen der Wüste (Djinns)